# Loros

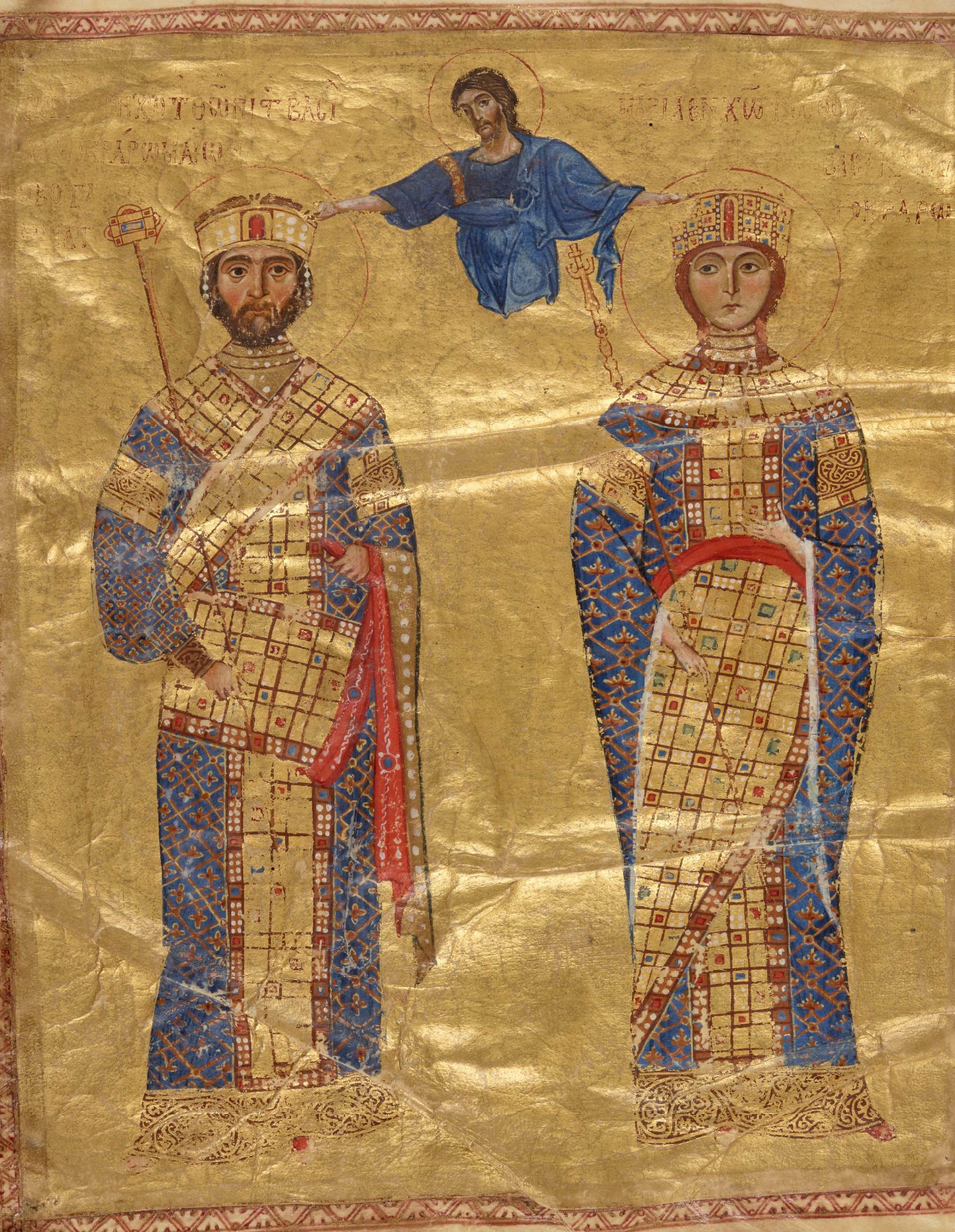
Nicefor III Botaniates i Maria z Alanii w loros

Loros (λώρoς) – element ubioru cesarzy bizantyńskich o głębokiej wymowie ideowej; długa purpurowa lub złota szarfa, wysadzana klejnotami, często także haftowana złotą nicią.
Loros wywodził się z późnorzymskiej togi konsularnej (trabea triumphalis). Oplatając szatę cesarza w specyficzny sposób, który ulegał modyfikacji przez wieki, loros symbolizował całun Jezusa Chrystusa, przypominający jego śmierć i zmartwychwstanie. Jako alegoria chwały Bożej przydawał cesarzowi wyjątkowego majestatu. Szarfa otaczała pod kołnierzem (maniakis) szyję cesarza; jeden jej koniec opadał z przodu aż po dolną lamówkę szaty, natomiast drugi oplatał władcę w pasie i luźno zwisał przerzucony przez lewe przedramię. Ów stosunkowo prosty sposób zakładania loros utrwalił się ostatecznie, jak można sądzić na podstawie ikonografii cesarskiej, w wieku XIII. Loros tworzył swym układem charakterystyczny krzyż, kontrastujący z ciemną suknią, ale oba końce nie musiały przecinać się pod kątem prostym. Środkiem obrębionego z obu stron loros biegł rząd szlachetnych kamieni, często też zdobiły go frędzle. W okresie późnobizantyńskim loros stał się węższy i przymocowywano go do szaty (od czasów Komnenów) z wyjątkiem końca dzierżonego przez lewą rękę cesarza.